# Oleicowate
Oleicowate, majkowate (Meloidae) – rodzina owadów z rzędu chrząszczy.

## Charakterystyka
Majkowate zwykle mają jaskrawo ubarwione pokrywy, a przedplecze jest wyraźnie węższe od głowy i pokryw. Samice składają jajka w ziemi. Po wykluciu larwy dostają się na kwitnące kwiaty np. ziarnopłonu wiosennego, zawilca gajowego, pięciornika wiosennego czy podbiału pospolitego. Tam przyczepiają się do odnóży pszczół, najczęściej pszczół samotnic z rodziny lepiarkowatych, pszczolinkowych lub porobnicowatych budujących gniazda w ziemi i dalszy rozwój odbywają pasożytując w ich gniazdach. Czasami trafiają także do ula pszczoły miodnej.
Dorosłe owady w razie zagrożenia wydzielają ze stawów nóg tam, gdzie uda łączą się z golenią żółty oleisty płyn, który zawiera silną truciznę - kantarydynę wykorzystywaną dawniej w medycynie ludowej. Spośród ok. 2000 znanych gatunków większość żyje w strefie tropikalnej i subtropikalnej. W Polsce występuje 18 gatunków.

## Systematyka

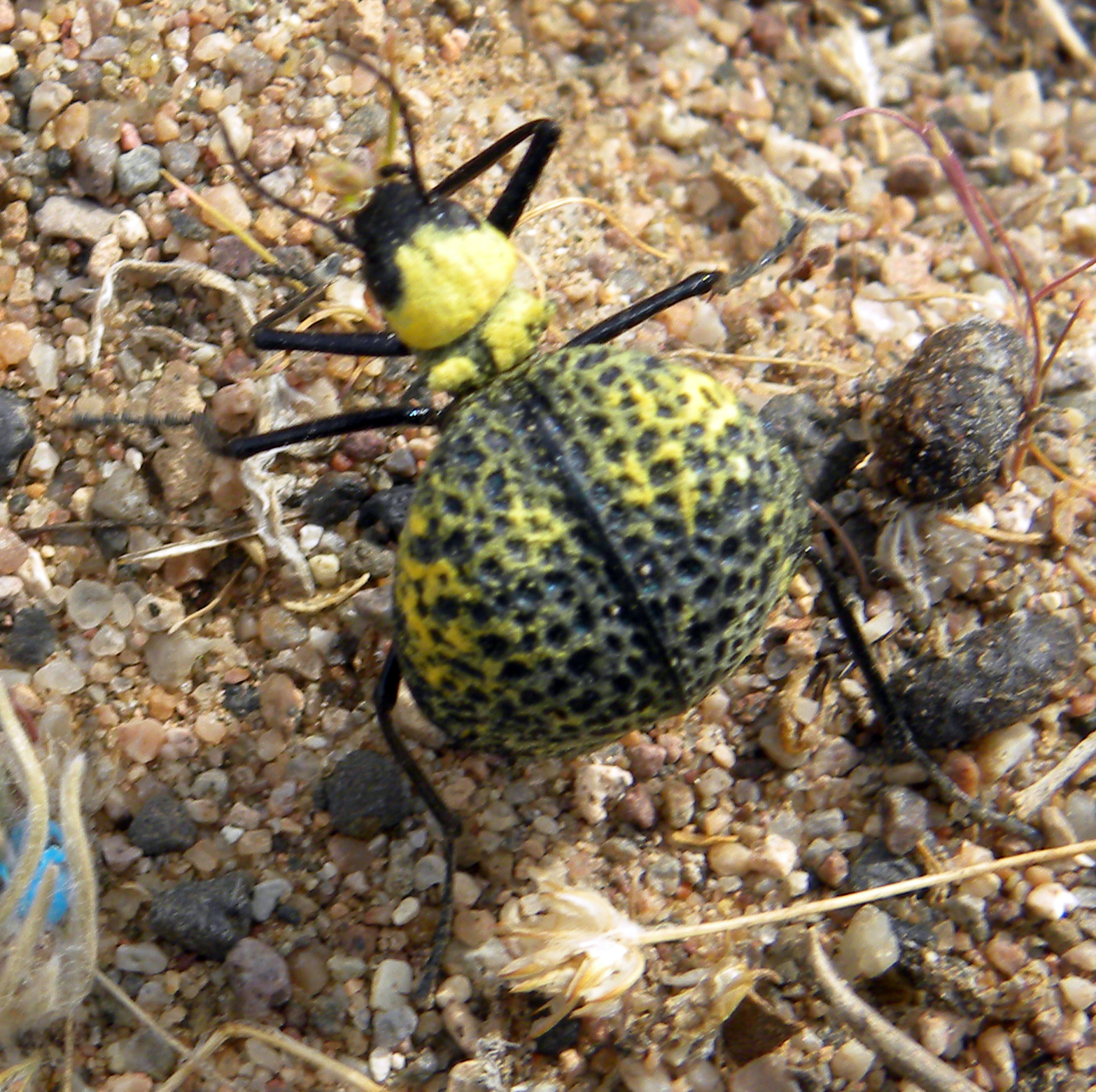
Cysteodemus armatus

- Podrodzina Eleticinae
- Plemię Derideini
- Anthicoxenus
- Deridea
- Iselma
- Iselmeletica
- Plemię Morphozonitini
- Ceriselma
- Morphozonitis
- Steniselma
- Plemię Eleticini
- Eletica
- Plemię Spasticini
- Eospasta
- Protomeloe
- Spastica
- Xenospasta

- Podrodzina Meloinae
- Plemię Cerocomini
- Anisarthrocera
- Cerocoma
- Diaphorocera
- Rhampholyssa
- Rhampholyssodes
- Plemię Epicautini
- Denierella
- Epicauta
- Linsleya
- Psalydolytta

- Plemię Eupomphini
- Cordylospasta
- Cysteodemus
- Eupompha
- Megetra
- Phodaga
- Pleropasta
- Tegrodera

- Plemię Lyttini
- Acrolytta
- Afrolytta
- Alosimus
- Berberomeloe
- Cabalia
- Dictyolytta
- Eolydus
- Epispasta
- Lagorina
- Lydomorphus
- Lydulus
- Lydus
- Lytta
- Lyttolydulus
- Lyttonyx
- Megalytta
- Muzimes
- Oenas
- Parameloe
- Paroenas
- Physomeloe
- Prionotolytta
- Prolytta
- Pseudosybaris
- Sybaris
- Teratolytta
- Tetraolytta
- Trichomeloe

- Plemię Cyaneolytta
- Lyttomeloe
- Meloe
- Spastomeloe
- Spastonyx

- Plemię Mylabrini
- Actenodia
- Ceroctis
- Croscherichia
- Hycleus
- Lydoceras
- Mimesthes
- Mylabris
- Paractenodia
- Pseudabris
- Semenovilia
- Xanthabris

- Plemię Pyrotini
- Bokermannia
- Brasiliota
- Denierota
- Glaphyrolytta
- Lyttamorpha
- Picnoseus
- Pseudopyrota
- Pyrota
- Wagneronota

- Rodzaje incertae sedis
- Australytta
- Calydus
- Gynapteryx
- Oreomeloe
- Pseudomeloe

- Podrodzina Nemognathinae

- Plemię Horiini
- Cissites
- Horia
- Synhoria
- Plemię Nemognathini
- Cochliophorus
- Euzonitis
- Gnathium
- Gnathonemula
- Leptopalpus
- Megatrachelus
- Nemognatha
- Palaestra
- Palaestrida
- Pseudozonitis
- Rhyphonemognatha
- Stenodera
- Zonitis
- Zonitodema
- Zonitolytta
- Zonitomorpha
- Zonitoschema

- Plemię Sitarini
- Allendeselazaria
- Apalus
- Ctenopus
- Glasunovia
- Nyadatus
- Sitaris
- Sitarobrachys
- Stenoria

- Gatunki incertae sedis
- Hornia
- Onyctenus
- Sitaromorpha
- Tricrania

- Podrodzina Tetraonycinae
- Plemię Tetraonycini
- Meloetyphlus
- Opiomeloe
- Tetraonyx